# Ротонда Сан-Лоренцо
Ротонда-ди-Сан-Лоренцо (итал. Rotonda di San Lorenzo) — религиозное строение в Мантуе (Ломбардия), относится к католическому диоцезу Мантуи.
Ротонда была построена в виде круглого здания в романском стиле в XI века правящим семейством Каносса. Это — старейшая из сохранившихся церквей города. Хотя здание построено из кирпича, имеются и мраморные элементы от античного здания.
Церковь была посвящена Святому Лаврентию, в ней сохранились фрески византийского образца XI—XII вв. В апсиде находятся фрагменты росписи, предположительно XV века, изображающие сожжение св. Лаврентия.
Герцог Мантуи Гильермо Гонзага в 1579 году закрыл церковь для богослужений. С временем церковь вошла в состав других построек, торговых или жилых. В 1907 году власти города выкупили несколько зданий на Пьяцца делле Эрбе, для их сноса и расширения площади. Во время раборки зданий было обнаружено древнее сооружение и принято решение о его восстановлении. Реконструкция закончилась в 1913 году. С 1926 года в Ротонда-ди-Сан-Лоренцо вновь стали проводиться религиозные службы.

## Описание
Церковь стоит на 1,5 м ниже уровня улицы, что говорит о её древности. Здание представляет собой центральную круговую аркаду с галереей, деамбулаторием и апсидой с восточной стороны. Центральная часть перекрыта куполом (добавлен в начале XX века), деамбулаторий и галереи — крестовыми сводами (в восточной части здания старыми, в западной — восстановленными). На галерею ведут две каменные лестницы, расположенные внутри стены. Главная аркада стоит на восьми круглых кирпичных столбах и двух древнеримских колоннах. Капители кубические. В качестве баз — плоские квадратные плиты. Аркада галереи построена по такому же типу. Арки везде приподнятые. Апсида двухэтажная. Второй этаж более поздний, надстроен, вероятно, во времена готики. Карниз верхней апсиды состоит из готических кронштейнов, на которых лежит фриз из нескольких рядов тонкого кирпича и одного ряда поребрика. Фасад здания расчленен на всю высоту основного здания кирпичными полуколоннами с кубическими капителями и украшен аркатурным фризом и поребриком. На архитраве северного входа вырезана надпись, относящаяся к Матильде Каносской.